# Urban camouflage

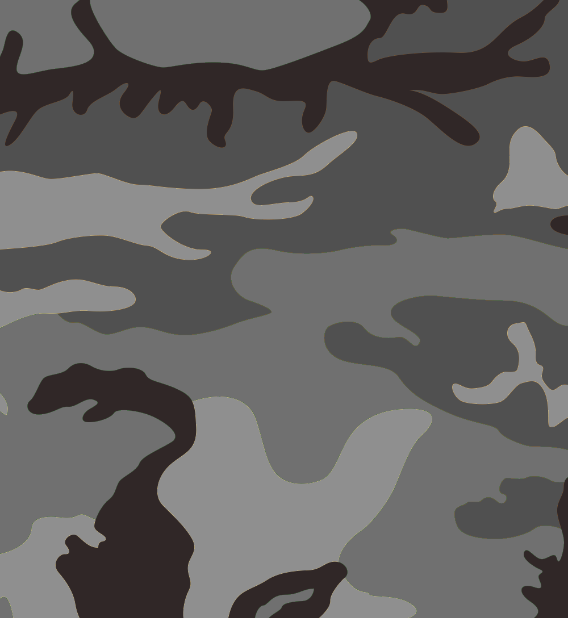

Urban camouflage – amerykański kamuflaż miejski oparty na wzorze M81 Woodland.
Maskowanie w terenie zurbanizowanym stanowi wyzwanie dla wojskowych. Tradycyjne kamuflaże w barwach zielonych mają nikłą skuteczność. Urban camouflage opracowano na przełomie lat 80. i 90. Nowy kamuflaż oparto na przepisowym kamuflażu leśnym wojska amerykańskiego – Woodland. Zastąpiono jednak barwy plam. Zielony, piaskowy (tan) oraz brąz zastąpiono białym i dwoma odcieniami szarości. Barwa czarna pozostała bez zmian.
Kamuflaż nie przyjął się w wojsku, ale był wykorzystywany m.in. przez oddziały SWAT.
Umundurowanie w tym kamuflażu posiada zbuntowany oddział Marines w filmie Twierdza. Ponadto urban camouflage szeroko występuje w modzie cywilnej.